# Daniel Sebastian Schordje
Daniel Sebastian Schordje (* 15. Februar 1991 in Mödling, Österreich) ist ein österreichischer Mixed-Martial-Arts-Kämpfer. In der internationalen MMA Szene ist er vor allem bekannt unter seinem Kampfnamen Badmoon.

## Laufbahn
Daniel Schordje ist ein professioneller Mixed Martial Arts Kämpfer. Er weist eine erfolgreiche MMA Amateurlaufbahn auf, in der er 32 Kämpfe bestritt (25 Siege, 6 Niederlagen und 1 Unentschieden). Er hat von 2018 bis 2023 dem Kader des österreichischen Nationalteams angehört.
Schordje konnte sich nationale wie auch internationale Titel sichern, unter anderem 3 Staatsmeisterschaften (2× Leichtgewicht und 1× Weltergewicht). Er hat im März 2018 die Österreichische Staatsmeisterschaft in Graz gewonnen. Es folgte im Oktober 2021 der Staatsmeisterschaftstitel in Wiener Neustadt und die Staatsmeisterschaft 2022 in Wagna, in der Steiermark.
International errang er im Mai 2022 den Alpe Adria Champion Titel in Pordeone/Italien. Im März 2023 wagte Schordje den Sprung in den Profibereich. Anschließend gewann er im September 2024 den Vendetta Worldchampion Titel im ungarischen Györ. Der Titel in Györ war sein bisher größter international anerkannter Erfolg.
Im K-1-Thaiboxen weist er eine Amateurbilanz von 3 Siegen und 2 Niederlagen auf.
Schordje besitzt den violetten Gürtel im Brazilian Jiu-Jitsu und die Graduierungsstufe Braun in MMA. Seit 2019 ist er lizenzierter MMA Trainer in der Internationalen MMA Federation (IMMAF). Vor seiner MMA Karriere spielte er bis 2013 Fußball im österreichischen Amateurbereich.

## Privates
Daniel Schordje ist gelernter Bürokaufmann, verheiratet und Vater von 2 Töchtern. Er lebt und trainiert in Graz.

## MMA-Amateur Statistik
| Ergebnis   | Profi-Rekord | Gegner                 | Datum              | Veranstaltung                  | Methode                        | Runde | Zeit |
| ---------- | ------------ | ---------------------- | ------------------ | ------------------------------ | ------------------------------ | ----- | ---- |
| Niederlage | 0-0          | Scott Pedersen         | 18. Juni 2018      | IMMAF Europameisterschaft 2018 | Punktentscheid (einstimmig)    | 3     | 9:00 |
| Sieg       | 0-1          | Klajdi Metani          | 19. Juni 2019      | IMMAF/WMMAA EM 2019            | Punktentscheid (einstimmig)    | 3     | 9:00 |
| Niederlage | 1-1          | Salamat Isbulaev       | 20. Juni 2019      | IMMAF/WMMAA EM 2019            | KO/TKO                         | 1     | 0:27 |
| Sieg       | 1-2          | Ibragim Isaev          | 17. Juli 2021      | Österreichischer FC13          | Punktentscheid (einstimmig)    | 3     | 9:00 |
| Sieg       | 2-2          | Aleksa Calic           | 04. September 2021 | Vendetta 22                    | TKO (Schläge)                  | 1     | 0:10 |
| Sieg       | 3-2          | Roberto Adrian Tudoran | 30. Oktober 2021   | ÖSTM Amateure                  | TKO (Schläge)                  | 1     | 2:00 |
| Sieg       | 4-2          | Amadeus Pavic          | 30. Oktober 2021   | ÖSTM Amateure                  | KO/TKO                         | 2     | 5:00 |
| Sieg       | 5-2          | Lukas Kollmann         | 30. Oktober 2021   | ÖSTM Amateure                  | TKO (Schläge)                  | 1     | 2:00 |
| Sieg       | 6-2          | Scher Dilawarzada      | 13. November 2021  | Vendetta 23                    | Punktentscheid (einstimmig)    | 3     | 9:00 |
| Sieg       | 7-2          | Toni Bou Rached        | 24. Jänner 2022    | IMMAF                          | Punktentscheidung (geteilt)    | 3     | 9:00 |
| Niederlage | 8-2          | Jordan Thomas          | 25. Jänner 2022    | IMMAF                          | Punktentscheidung (einstimmig) | 3     | 9:00 |
| Sieg       | 8-3          | Marcel Simao           | 09. April 2022     | Käfig FS 10                    | Punktentscheidung (geteilt)    | 3     | 9:00 |
| Sieg       | 9-3          | Marius Molovata        | 15. Mai 2022       | Power Nation FC                | Punktentscheidung (einstimmig) | 3     | 9:00 |
| Sieg       | 10-3         | Alessandro Rigon       | 15. Mai 2022       | Power Nation FC                | TKO (Schläge)                  | 1     | 0:49 |
| Sieg       | 11-3         | Akos Denes             | 09. September 2022 | Käfig FS 11                    | Ground & Pound                 | 1     | 2:25 |
| Niederlage | 12-3         | Arnaud Prigent         | 22. September 2022 | IMMAF                          | Aufgabe (Guillotine Choke)     | 1     | 2:32 |
| Sieg       | 12-4         | Slobodan Blagojevic    | 29. Oktober 2022   | Käfig FS 12                    | Aufgabe (Guillotine Choke)     | 1     | 2:55 |
| Sieg       | 13-4         | Yusuf Özen             | 04. Dezember 2022  | Staatsmeisterschaft            | Punktentscheidung (einstimmig) | 3     | 9:00 |
| Sieg       | 14-4         | Sebastian Tomaschitz   | 04. Dezember 2022  | Staatsmeisterschaft            | TKO                            | 1     | 0:38 |
| Niederlage | 15-4         | Ivan Kurelaru          | 12. Februar 2023   | IMMAF-Weltmeisterschaft 2022   | Punktentscheidung (einstimmig) | 3     | 9:00 |

## MMA-Statistik
| Ergebnis   | Profi-Rekord | Gegner          | Datum              | Veranstaltung            | Methode                     | Runde | Zeit  |
| ---------- | ------------ | --------------- | ------------------ | ------------------------ | --------------------------- | ----- | ----- |
| Sieg       | 0-0          | Vojo Katanovic  | 10. März 2023      | Cage FS 13               | TKO (Schläge)               | 3     | 3:03  |
| Sieg       | 1-0          | Adam Geiszt     | 10. Juni 2023      | Vendetta Fight Nights 34 | TKO (Schläge)               | 2     | 2:28  |
| Sieg       | 2-0          | Mario Dinh      | 07. Oktober 2023   | Vendetta Fight Nights 35 | TKO (Schläge)               | 1     | 1:08  |
| Sieg       | 3-0          | Ivan Sukhohuzov | 15. März 2024      | Cage FS 15               | TKO (Schläge)               | 1     | 3:59  |
| Sieg       | 4-0          | Justin Boone    | 11. Mai 2024       | Vendetta Fight Nights 39 | Punktentscheid (einstimmig) | 3     | 15:00 |
| Sieg       | 5-0          | Boldog Martin   | 21. September 2024 | Vendetta Fight Nights 40 | Aufgabe                     | 2     | 1:34  |
| Sieg       | 6-0          | Edilson Silva   | 22. November 2027  | Cage FS 16               | Punktentscheid (einstimmig) | 3     | 15:00 |
| Niederlage | 7-0          | Felipe Oliveira | 22. März 2025      | Cage FS 17               | Punktentscheid (geteilt)    | 3     | 15:00 |